# Arany János Társaság
Arany János Társaság temesvári székhelyű irodalmi egyesülés 1903 és 1948 között.

## Története
Alapszabályai Arany János emlékének ápolását írták elő irodalom- és nyelvművelés, könyvkiadás, pályatételek, művészi kiállítások útján.
Első elnöke Szentkláray Jenő történelemtudós, majd 1908-tól az első világháború végéig Szabolcska Mihály költő. Utóda 1925-ig Sztura Szilárd, majd Járosy Dezső zeneesztéta (1925-30).
Az Arany János Társaság 1918 után elsők közt kezdte irodalmi, közművelődési tevékenységét, felvetette egy temesvári Arany-múzeum és egy népkönyvtár létrehozásának gondolatát, tagjai, így Gallas Nándor, Hajdu Frigyes, Kalotai Gábor, Pogány Mihály, részt vettek Arany helyi kultuszának kialakításában.
A társaság az 1920-as években népszerűvé tette magát irodalmi, zenei és képzőművészeti rendezvényeivel, újabb hatékony szakasza kezdődött Jörgné Draskóczy Ilma elnöklete alatt az 1930-as évek elején, később azonban fokozatosan elvidékiesedett, nem tudott kapcsolatot teremteni az erdélyi irodalmi mozgalmakkal.
1946-ban Ifjabb Kubán Endre kezdeményezésére az MNSZ támogatásával újrakezdte működését Rech Károly Géza elnök, Debreczeni István ügyvezető elnök és Endre Károly főtitkár vezetésével, s felolvasásokat, irodalmi emlékünnepélyeket szervezett, könyveket adott ki, köztük Endre Károly verseskönyvét 1947-ben. 1948-ban szűnt meg politikai okokból.

## Tagjai betűrendben
|  |  |  |  | - Bach Gyula - Csicsáky Imre - Draskóczy Ilma - Fodor József - Kosztolánszky István - Idősb Kubán Endre - Ifjabb Kubán Endre - Lendvai Jenő - Mertz Károly - Nébel Ábrahám Izsák | - Pogány László - Puhala Sándor - Pusztai-Popovics József - Rech Károly Géza - Sárkány Gábor - Somló Erzsi - Szabó Mózes - Szabolcska László - Szávay Zoltán - Szőcs Géza |